# Here It Comes Again
"Here It Comes Again" став першим синглом з довгоочікуваного другого альбому Мелані Чісхолм "Reason".Цей сингл був добре розрекламований за допомогою радіо й телебачення. Сингл був випущено 24 лютого 2003 року й стартував з 7 місця у Великій Британії. Вище 7 рядка йому не вдалося піднятися. За перший тиждень він розійшовся в 19000 копій. Усього сингл протримався в чарті Великої Британії 8 тижнів за цей час було продано всього 40890 копій. У підсумку сингл став тільки 191-им самим продаваним синглом 2003 року.

## Список композицій
1. "Here It Comes Again" (Radio edit) - 4:07
2. "Love to You" - 4:36
3. "Like That" - 3:09

- DVD

1. "Here It Comes Again" (Music Video) - 4:07
2. "Love to You" - 4:36
3. "Living Without You" - 4:06
4. Behind the Scenes at "Here It Comes Again" Video shoot - 2:00

- Canadian CD

1. "Here It Comes Again" (Radio Edit) - 4:07
2. "Love to You" - 4:36

## Чарти
| Чарт                      | Позиція |
| ------------------------- | ------- |
| UK Singles Chart          | 7       |
| Netherland Singles Chart  | 36      |
| Canada Singles Chart      | 33      |
| Italy Singles Chart       | 12      |
| Spain Singles Chart       | 16      |
| Australia Singles Chart   | 49      |
| Austria Singles Chart     | 49      |
| Sweden Singles Chart      | 36      |
| Switzerland Singles Chart | 61      |
| Denmark Singles Chart     | 15      |
| Germany Singles Chart     | 59      |